# Johan av Brienne

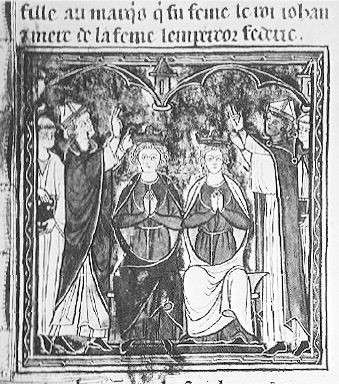
Johan av Briennes kröning till kung av Jerusalem, med sin hustru Maria de Montferrat, från en handskrift från 1200-talet Histoire d'Outremer, målad i Acre. (Biblioteca Medicea Laurenziana, Florens).

Johan av Brienne (franska: Jean de Brienne), född omkring 1170, död 22 mars 1237, var kung över Jerusalem, och som förmyndare på livstid regerande kejsare av Latinska riket och Konstantinopel.

## Biografi
Johan av Brienne var son till Érard II, greve av Brienne, i Champagne, och Agnès de Montfaucon, grevinna av Montbéliard. Han var bror till Valter III av Brienne. Johan av Brienne blev 1210 kung över Jerusalem genom sitt giftermål med Maria av Montferrat, dotter till Konrad av Montferrat och styvdotter till Jerusalems kung Amalrik (död 1205). Han deltog 1217 i ungerske kungen Andreas korståg och 1218 i belägringen av Damiette under femte korståget. 
År 1225 bortgifte han sin dotter Isabella II av Jerusalem med kejsar Fredrik II, men råkade snart i strid med denne, som gjorde anspråk på kungariket Jerusalem. Sedan Isabella hade dött, 1228, gick Johan av Brienne därför i påven Gregorius IX:s tjänst och anförde hans trupper vid angreppet på södra Italien, men måste dra sig tillbaka, när Fredrik efter sin hemkomst från orienten vände sig mot honom. 
År 1229 blev Johan av Brienne, som bland anhängare åtnjöt stort anseende för tapperhet och ridderlighet, vald på livstid till kejsare i Konstantinopel såsom förmyndare för den elvaårige Balduin II, den siste latinske kejsaren, som sedermera gifte sig med Johan av Briennes dotter från tredje äktenskapet, Marie de Brienne. Brienne kunde dock inte förhindra att en stor del av hans nya rike intogs av kejsare Johannes III Ducas Vatatzes i Nicaea, vilken också tillsammans med bulgarerna belägrade Konstantinopel. Den ålderstigne Johan av Brienne lyckades dock slå fienderna och rädda huvudstaden 1236.